# Deutsche Grammophon
Deutsche Grammophon — німецький лейбл класичної музики, який був попередником корпорації PolyGram. Штаб-квартира розташована в берлінському Фрідріхсгайні; нині є частиною Universal Music Group (UMG) після її злиття з сімейством лейблів UMG у 1999 році. Це найстаріша з існуючих звукозаписних компаній.

## Історія
Фірма «Deutsche Grammophon» була заснована в 1898 році американцем Емілем Берлінером як німецьке відділення його фірми «Berliner Gramophone». Берлінер народився в Німеччині і пізніше емігрував, тому штаб-квартіракомпанії була розміщена в Ганновері, його рідному місті.
У 1937 році, після фінансових труднощів, компанія «Deutsche Grammophon AG» була перетворена на «Deutsche Grammophon GmbH», при сумісному фінансуванні Deutsche Bank і Telefunken Gesellschaft. В 1941 році в межах «Угоди Telefunken Gesellschaft» компанія «Deutsche Grammophon GmbH» опинилася у повній власності компанії «Siemens & Halske AG».
Під час Другої світової війни компанія зазнала істотних збитків. Була сильно пошкоджена фабрика в Ганновері, а офіс і звукозаписна студія в Берліні зруйновані.
У 1962 році компанії «Siemens і Philips» об'єднали свої активи в області звукозапису, сформувавши нову компанію «DGG / PPI»; однак «Deutsche Grammophon» зберіг одноосібний контроль над власними активами і каталогом.
Реструктуризація групи «DGG / PPI» в 1971 році привела до створення компанії «PolyGram», зі штаб-квартирою у Барні та Гамбурзі.
Піднесення «Deutsche Grammophon» було пов'язаний з тим, що ця фірма ризикнула ввести на масовий ринок компакт-диски. Дебютним диском класичної музики був запис Берлінського філармонічного оркестру під орудою Герберта фон Караяна, який вийшов у 1983 році.
Напикінці 1984 року концерн «Siemens» продав 40 % акцій «PolyGram International» компанії «Philips», решта 10 % були викуплені у 1987 році.